# Dan Heath
Dan Heath (...) è uno scrittore statunitense di economia e professore presso l'università americana Duke.
Insieme a suo fratello Chip Heath, ha scritto tre libri, Switch: How to Change Things When Change Is Hard (2010), Made to Stick: Why Some Ideas Survive and Others Die (2007). e Decisive: How to Make Better Choices in Life and Work.
Scrive anche per la rivista Fast Company.
Made to Stick è stato proclamato miglior libro di economia del 2007, è stato nella lista dei bestseller del genere economico per 24 mesi ed è stato tradotto in 29 lingue.